# 日本経済法学会
日本経済法学会（にほんけいざいほうがっかい、英語: The Japan Association Of Economic Law）は、日本の学術研究団体の一つ。

## 概要
経済法の研究及びその研究者相互の協力を促進し、あわせて内外学会及び関係諸団体との連絡を図ることを目的として、1951年5月1日に設立。学術研究団体としての種別は単独学会。日本学術会議協力学術研究団体である。

## 沿革
- 1951年 - 経済法学会発足。
- 1996年 - 日本経済法学会に改称。

## 刊行物

### 日本経済法学会年報
- 誌名（和文）：日本経済法学会年報
- 誌名（欧文）：The Annual of the Japan Association of Economic Law
- 創刊年：1958
- 資料種別：ジャーナル（査読付き論文を含む）
- 使用言語：日英混在
- 発行形態：印刷体
- 著作権帰属先：著者
- クリエイティブコモンズ：-
- 購読：有料